# Тампа-Бей М'ютені
Тампа-Бей М'ютені (англ. Tampa Bay Mutiny) — професіональний футбольний клуб з Тампи (США), що грав у Major League Soccer – вищому футбольному дивізіоні США і Канади. Був одним з десяти клубів, що грали в МЛС в першому сезоні після заснування. Виступав у МЛС до 2001 року включно, після якого був розформований через низьку відвідуваність матчів та поганий фінансовий стан. 
Тампа-Бей М'ютені був першим володарем Supporters' Shield – нагороди для переможця регулярного чемпіонату МЛС.
За Тампа-Бей М'ютені грали такі відомі гравці, як Карлос Вальдеррама, Томас Равеллі, Френкі Гейдук.

## Статистика за сезонами
| Рік    | Рег. сезон                          | Плей-оф                            | Відкритий кубок | Сер. відвідуваність (Регулярний сезон) | Сер. відвідуваність (Плей-оф) |
| ------ | ----------------------------------- | ---------------------------------- | --------------- | -------------------------------------- | ----------------------------- |
| 1996   | 1-е, Схід (20–12)*                  | Фінал конференції                  | Чвертьфінал     | 11679                                  | 9740                          |
| 1997   | 2-е, Схід (17–15)                   | Півфінал конференції               | Чвертьфінал     | 11333                                  | 8272                          |
| 1998   | 5-е Схід (12–20)                    | Не вийшов                          | Чвертьфінал     | 10312                                  |                               |
| 1999   | 3-є Схід (14–18)                    | Півфінал конференції               | Чвертьфінал     | 13106                                  |                               |
| 2000   | 2-е, Центр. дивізіон (16–12–4)      | Чвертьфінал                        | 1/8 фіналу      | 9,452                                  |                               |
| 2001   | 4-е Центр. дивізіон (4–21–2)        | Не вийшов                          | 1/16 фіналу     | 10479                                  |                               |
| Усього | 83 Перемоги – 98 Поразок – 6 нічиїх | У плей-оф (2 перемоги – 9 поразок) | Загалом         | 85–107–6                               |                               |

* Виграв Supporters' Shield